# Nungalpiriggal
Nungalpiriggal è l'unico apkallu post-diluviano tramandato dalla mitologia mesopotamica. Secondo le fonti primarie che ne riportano il nome, era il consigliere del mitico sovrano di Uruk Enmerkar, che avrebbe regnato intorno al 2750 a.C. in base alla cronologia media.

## Gli apkallu
Gli apkallu, secondo la mitologia sumera, erano esseri immaginari e semidivini, mezzo uomini e mezzo pesci, arrivati dal mare per insegnare agli uomini i me, ovvero gli elementi fondamentali della civiltà.
I mitici re sumeri anti-diluviani si servivano di un apkallu come consigliere mentre, dopo il diluvio universale, i sovrani mesopotamici avevano al loro seguito un collaboratore umano (in sumero ummânū). Fa eccezione però il re Enmerkar, mitico sovrano di Uruk, che, secondo una tavoletta datata al 147 a.C., aveva ancora un apkallu come consigliere, ovvero Nungalpiriggal. La presenza di un apkallu dopo il diluvio potrebbe essere spiegata come il tentativo, da parte dello scriba autore del testo, di dimostrare una sorta di continuità con la civiltà passata dopo l'improvvisa e netta cesura del diluvio universale.

## Etimologia
Il nome Nungalpiriggal deriva probabilmente dai seguenti termini:
- nūru, in accadico "luce",
- gal, in sumero "grande",
- pirig, in sumero "leone",
- gal, in sumero "grande",

e significherebbe quindi "grande luce, grande leone".

## Il testo della tavoletta

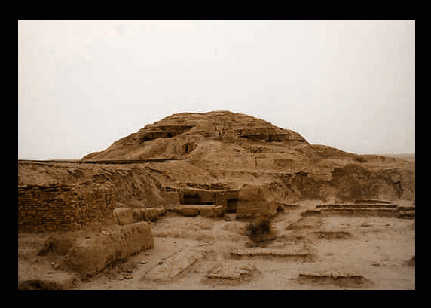
Rovine del Tempio di Inanna (Eanna), Uruk

La tavoletta dove è citato il nome di Nungalpiriggal riporta, secondo la traduzione di Giovanni Pettinato, il seguente testo:
Dopo il diluvio, durante il Regno di Enmerkar,

era apkallu Nungalpiriggal,

il quale fece scendere dal cielo la dea Inanna,

(e la fece arrivare) fino all'Eanna.

Egli fece costruire la lira di bronzo,

le cui [...] erano di lapislazzuli,

lavorate con ferro battuto,

secondo l'arte di Ninagal.

Egli la introdusse nel [...], l'abitazione di [...]

e depose la lira davanti ad An. 